# Русский стиль (театр)
Театр Русский стиль — драматический (камерный) и самый молодой театр города Орла.

## Описание
Муниципальный театр на 50 зрительских мест создан при управлении культуры решением администрации города Орла в 1994 году и стал четвёртым театром в городе. Название «Русский» означает вечную неуспокоенность русской души. «Стиль» — это постоянный творческий поиск и решение «вечных» проблем, в центре которых человеческая личность. Театр небольшой камерный (почти как «домашний») и у него свой понимающий зритель. В классическом репертуаре театра пьесы Л. Андреева, Н. Лескова А. Чехова, А. Островского, В. Шукшина, Н. Садур и многих других, а также современных драматургов М. Задорнова, Н. Коляды и спектакли для детей. В 1998 году новый театральный сезон открылся в собственном помещении, в старинном особняке на улице Тургенева. 30 июня 2011 года решением Орловского городского совета народных депутатов театру было присвоено имя русского философа М. М. Бахтина.